# JC・レイサム
ジェローム・レイサム（Jerome Latham, 2003年2月8日 - ）は、アメリカ合衆国ウィスコンシン州オーク・クリーク出身のアメリカンフットボール選手。NCAAのアラバマ大学でプレーしていた。ポジションはオフェンシブタックル。

## 経歴

### ハイスクール
IMGアカデミーではオフェンシブタックルやディフェンシブエンドとしてプレーし、2020年にはアンダーアーマーのオールアメリカンゲームに選出された。
主要サイトから5つ星評価を受け、アラバマ大学へ進学した。

### カレッジ
1年目の2021年シーズンは控えとして14試合に出場した。
2022年シーズンから先発のライトタックルを務めた。
2023年シーズンはオールSECファーストチームに選出された。シーズン終了後、2024年のNFLドラフトにアーリーエントリーした。
| 6 ft 5+3⁄4 in (197 cm)      | 342 lb (155 kg) | 35+1⁄8 in (89 cm) | 11 in (28 cm) |
| All values from NFL Combine |                 |                   |               |